# Aborto en Ceuta
El aborto en Ceuta, también conocido como Interrupción voluntaria del embarazo (IVE),es legal porque las leyes sobre el aborto se elaboran a nivel nacional y el aborto fue despenalizado en 1985,con importantes reformas en 2010.Cada región está a cargo de crear su propio sistema para la implementación de la ley en la sanidad pública, existiendo diferencias de una región a otra. En 1995, se aprobó el Estatuto de Autonomía de Ceuta, otorgándoles el estatus de ciudades autónomas, más o menos análoga a las regiones autónomas de España.
A diferencia de otras partes de España, el Instituto Nacional de la Salud (INSALUD), el Instituto Nacional de Gestión Sanitaria (INGESA), el Ministerio de Sanidad y, en menor medida, el Centro de Estancia Temporal de Inmigrantes (CETI) fueron los encargados de gestionar la sanidad pública local. Esto incluyó salud sexual y reproductiva, brindando información y distribución de anticonceptivos y brindando procedimientos de IVE.En la década de 2000, las mujeres de Ceuta no acudieron a la sanidad pública para conocer sus opciones para abortar, y el centro de cribado genético neonatal de la región estaba ubicado en Sevilla.Las mujeres que deseaban abortar en este periodo a través de la sanidad pública tenían primero que obtener la aprobación de dos ginecólogos que luego enviaban su informe al INGESA. De aprobarse, la mujer tendría que viajar a la España peninsular para realizarse el procedimiento. Si esto era antes de las 12 semanas, acudía a una clínica en Cádiz. Si ocurría después de la semana 12, debía viajar a Sevilla. Para las mujeres inmigrantes, este proceso también incluía un visado para el continente. Los viajes a otras partes de España continuaron durante las décadas de 2010 y 2020. A mediados de la década de 2010, las decisiones políticas del gobierno liderado por el Partido Popular dieron como resultado una reducción aún mayor del acceso a los procedimientos para abortar en Ceuta, tanto por parte de las mujeres locales como de las inmigrantes. En 2022, Ceuta informó que no había registrado abortos realizados en la sanidad pública desde 2018 porque no había voluntad política por parte del gobierno de la ciudad para ofrecer servicios de IVE a las mujeres locales. Tampoco había habido voluntad política para cambiar esta situación por parte del gobierno nacional liderado por el PSOE que gestionaba la salud de Ceuta a través de INGESA.
De 1988 a 2018, el Ministerio de Sanidad fue responsable de tabular los datos sobre abortos para Ceuta, combinando datos de la ciudad autónoma con Melilla. Durante las décadas de 1990, 2000 y 2010, Ceuta y Melilla tuvieron consistentemente la tasa de aborto por cada 1.000 mujeres más baja entre todas las regiones de España. En 2012, en Ceuta solo se registraron treinta abortos entre las mujeres residentes, significativamente menos que Melilla, demográficamente similar, donde 109 mujeres abortaron ese año. En 2022 se produjeron en Ceuta dos interrupciones voluntarias del embarazo de mujeres menores de veinte años.

## Contexto nacional
Históricamente, el acceso al aborto en España ha dependido del dominio masculino sobre las mujeres y sus actividades reproductivas. El aborto ha sido utilizado como un medio para afirmar el control no sólo sobre los cuerpos y la sexualidad de las mujeres, sino también para hacer cumplir las normas culturales de género y los ideales patriarcales en la sociedad en general. Si bien el aborto se utilizó como forma de control de la natalidad en España en el pasado, demógrafos y sociólogos españoles han dicho que no se utiliza de esa manera en la España contemporánea.
El aborto legal es importante porque reduce las muertes en mujeres por complicaciones del embarazo y reduce la mortalidad infantil. En España, a mediados de la década de 1970, los abortos ilegales eran una causa importante de muerte entre mujeres de entre quince y cuarenta y nueve años. El control de la natalidad tiene una tasa de mortalidad femenina mucho más baja que los abortos, y es mucho más baja que la mortalidad femenina en España por abortos ilegales.

### Historia nacional
El Liber Iudiciorum fue una recopilación de leyes visigodas del rey Recesvinto que se promulgó en el año 654. Mencionaba el aborto, el infanticidio y el homicidio en el Libro VI. La pena para quienes provocaban abortos era la muerte. En ese momento, los visigodos controlaban casi toda la actual España, Portugal y Ceuta.
La ley en España fue modificada el 24 de enero de 1941 para caracterizar el aborto como un crimen contra el Estado. Esta ley lee en parte: “La política demográfica es una de las preocupaciones fundamentales de nuestro Estado. No se concibe una política demográfica eficaz sin abordar el problema de los miles y miles de vidas que se frustran antes de nacer, por maniobras criminales. Así lo dice la experiencia y el asesoramiento de los técnicos a través de Entidades científicas competentes. El estrago harto acusado en tiempos anteriores como consecuencia de un sentido materialista de la vida, adquirieron caracteres de escándalo durante el régimen republicano, agudizándose aún más escandalosamente en aquellas zonas sometidas a la dominación del Frente Popular. El Gobierno, consciente de su responsabilidad, decide combatir el crimen social que el aborto provocado representa y que impide que nazcan muchos miles de españoles anualmente."
El control de la natalidad fue ilegal en toda España durante el período franquista. En 1975 en España, la tasa de mortalidad femenina durante el embarazo era de 23 por 100.000 mujeres, una tasa similar a la de otros países occidentales industrializados donde el aborto era ilegal.El aborto fue despenalizado en el Código Penal por primera vez en todo el territorio español en 1985 en tres supuestos: por motivos terapéuticos, por motivos eugenésicos y en caso de violación previa denuncia policial. El aborto sólo era legal en estos casos antes de la semana 22, semana 22 y semana 12 respectivamente. La ley de 1985 exigía que cada vez que un centro de salud realizara un aborto, debía informarse al Ministerio de Sanidad. Los datos que a reportar incluyen la provincia donde se realizó el aborto y la provincia donde residía la mujer que abortó. Si bien el aborto fue despenalizado en 1985, no se convirtió en un servicio ofrecido por la sanidad pública hasta un cambio de la ley en 2010. Como resultado, durante este período entre 1985 y 2010, casi todos los abortos se realizaron en clínicas privadas y el precio por una interrupción voluntaria del embarazo rondaba las 30.000 pesetas.
La Ley de Salud Sexual y Reproductiva y de Interrupción Voluntaria del Embarazo fue reformada en mayo de 2022 de diferentes maneras. Se abordó específicamente la falta de centros, especialmente públicos, que prestaran servicios para la interrupción voluntaria del embarazo, en provincias que no tenían ninguna y exigían que las mujeres de esas provincias viajaran a otras provincias u otras regiones para poder acceder ese servicio. Otra reforma fue para proteger a las mujeres que acudieron a centros de IVE del acoso de activistas antiaborto.
En febrero de 2023, el Tribunal Constitucional confirmó la ley de 2010 que permitía a las mujeres abortar mediante petición gratuita durante las primeras catorce semanas de embarazo. El caso fue llevado originalmente a los tribunales por el Partido Popular en 2010, después de que el PSOE aclarara y liberalizara la legislación sobre el aborto del país.

### Situación jurídica
La legislación sobre el aborto se modificó en 2010 para permitir a las mujeres abortar libremente hasta la decimocuarta semana de embarazo sin justificación. Desde la semana catorce a la veintiuna, sólo se puede practicar un aborto si existe una razón médica para ello, como por ejemplo que la madre esté en riesgo. A partir de la semana veintidós, sólo se pueden realizar abortos si se detectan anomalías fetales que sean incompatibles con la vida fuera del útero. Así lo confirmó el Tribunal Constitucional en febrero de 2023.
En España se apoya que los servicios de interrupción voluntaria del embarazo en la sanidad pública sean gratuitos. Esto incluye los servicios prestados en clínicas privadas tras derivaciones de médicos de la sanidad pública. Esto se debe a que estos costes los cubre la sanidad pública autonómica bajo la dirección del Sistema Nacional de Salud de España.Sin embargo, la aplicación de las leyes sobre el aborto se deja en gran medida en manos de las regiones y sus organismos de salud.

## INSALUD, INGESA y servicios o centros en Ceuta
En comparación con otras regiones de España, Ceuta tiene un desafío único en el sentido de que el gobierno de la ciudad autónoma no gestiona la atención médica local. En cambio, la atención sanitaria se gestiona principalmente a través de dos institutos nacionales que forman parte de la cartera del Ministerio de Sanidad: el Instituto Nacional de la Salud (INSALUD) y el Instituto Nacional de Gestión Sanitaria (INGESA). Los datos de la ciudad relacionados con la salud suelen ser gestionados directamente por el Ministerio de Sanidad. Debido a su presencia en el continente africano, la ciudad alberga una gran cantidad de inmigrantes. Algunos aspectos de su asistencia sanitaria son gestionados por el Centro de Estancia Temporal de Inmigrantes (CETI).Anteriormente, otras regiones habían tenido sus sistemas de salud administrados por el gobierno nacional, pero en 2001, sólo Ceuta y Melilla continuaban bajo este modelo de gobernanza sanitaria.
INSALUD gestionó la asistencia sanitaria en Ceuta durante los años 90 y principios de los 2020. La cartera de INSALUD en Ceuta incluía la salud sexual y reproductiva de la mujer, incluido el aborto. Esto creó una compleja gama de recopilación de datos y prestación de servicios. Las Unidades de Atención a la Mujer estaban compartidas entre Atención Primaria y Atención Especializada, siendo en ocasiones los ginecólogos una tercera parte de esa atención. Las Unidades de Atención a la Mujer se encargaban de asesorar sobre el embarazo, brindar atención anticonceptiva, trabajar en la detección de enfermedades de transmisión sexual entre las mujeres y la detección, seguimiento y atención relacionados con los cánceres reproductivos. Atención Primaria era la encargada de proporcionar información sobre anticonceptivos y controlar el uso de anticonceptivos. En 2005, el 31,6% de las mujeres recibió información sobre los servicios de IVE en la sanidad pública. En 2005 había veintiún centros de cribado neonatal en España. Cuatro estaban ubicados en Andalucía y uno en Sevilla, que realizaba pruebas en Ceuta.
Algunas mujeres a mediados de la década de 2000 buscaron abortar a través del sistema de la sanidad pública. Recibían una derivación a un ginecólogo que a su vez las derivaba a servicios para abortar. Allí se realizaba un informe por parte de dos ginecólogos que lo remitían a la División Territorial del INGESA. Esto permitiría a las mujeres, especialmente a las extranjeras, obtener un visado que les permitiera viajar a una clínica acreditada de IVE en Andalucía. Para los abortos que tenían lugar antes de la semana 12, estas mujeres fueron derivadas con mayor frecuencia a una clínica de Cádiz. Para los abortos después de las 12 semanas, comúnmente eran derivadas a una clínica de Sevilla.
A las inmigrantes y solicitantes de asilo en las instalaciones del Centro de Internamiento de Extranjeros (CIE) entre 2011 y 2015 a menudo no se les garantizaba su derecho a la atención médica tal como lo define la ley española, que incluía el acceso al aborto. Durante el gobierno de Mariano Rajoy, casi toda la información sobre anticonceptivos de última generación disponibles en el sistema sanitario público de la región fue retirada de los puntos de información sanitaria de la sanidad pública, y se dejaron de financiar políticas específicamente dirigidas a proteger la libertad y la salud sexual, poniendo en riesgo a grupos vulnerables a problemas de salud sexual y reproductiva como adolescentes y mujeres inmigrantes. En el momento en que el Partido Popular intentó cambiar las leyes sobre el aborto en España en los primeros cuatro meses de 2014, los periódicos alemanes que cubrían España cubrían tres áreas temáticas principales. Una fue la propuesta de cambio de ley y otra fueron las cuestiones de inmigración en Ceuta y Melilla.
Las mujeres migrantes, especialmente aquellas en situación irregular, en la ciudad a finales de la década de 2010 y principios de la de 2020 enfrentaron desafíos específicos y difíciles si necesitaban un aborto porque no tenían la opción de viajar a la España peninsular para realizarse el procedimiento. Las mujeres migrantes que necesitaban abortos corrían el riesgo de ser detenidas por la policía o encerradas por el CETI si intentaban salir de la ciudad para ir a la península a realizarse un procedimiento de IVE. Esto disuadió a estas mujeres de siquiera intentarlo, ya que los riesgos eran demasiado altos.
Desde 2018 no se había practicado un aborto en la sanidad pública en Ceuta porque no había voluntad política por parte del Ayuntamiento para ofrecer servicios de IVE a las mujeres de Ceuta. Tampoco hubo voluntad política por parte del gobierno nacional liderado por el PSOE que gestionaba la salud de Ceuta a través de INGESA.En 2022, todos los médicos especialistas del Hospital Universitario de Ceuta se habían declarado objetores.
En 2019, por primera vez el Fondo Nacional financió en salud pública el anillo vaginal como método anticonceptivo. Anticiparon que 37.000 mujeres anualmente se beneficiarían de este método anticonceptivo. Fue introducido como parte de los esfuerzos de cumplimiento para Ley de Salud Sexual y Reproductiva y de la Interrupción Voluntaria del Embarazo. Así lo informó uno de los principales periódicos locales de Ceuta.
Las primeras ecografías realizadas durante la atención prenatal en Ceuta a principios de la década de 2020 se realizaban a menudo a los tres meses, lo que era muy tarde y dificultaba aún más que las mujeres de la ciudad pudieran abortar en otra región debido a lo avanzado del embarazo. Después de una ecografía que detectaba las anomalías, la mujer tenía que desplazarse a la península, acudir a una clínica, recoger el sobre y luego esperar tres días más para el periodo de reflexión legalmente obligatorio. Esto suponía para la mujer la carga de conocer los protocolos, saber cómo funcionaban en la práctica y luego aplicarlos en un sistema que unía la sanidad pública y la privada. Aumentó las desigualdades entre las mujeres de Ceuta en comparación con otras regiones, especialmente dadas las necesidades de viajar.
A pesar del proceso médico comparativamente sencillo para someterse a un aborto farmacológico, el uso de esta opción no se amplió durante la pandemia de covid-19 en Ceuta, donde habría sido útil para las mujeres que encontraron importantes obstáculos en la atención del aborto en ese período. En ese momento, no había hospitales públicos ni clínicas privadas donde las mujeres pudieran someterse a un aborto quirúrgico en Ceuta y, para complicar aún más las cosas, el confinamiento por covid-19 significaba que las mujeres no podían ni siquiera salir de casa. Esta situación no sólo significó que el acceso al aborto se volviera imposible, sino que también puso a las mujeres en riesgo de sufrir una mayor violencia de género al confinarlas con sus abusadores.
El borrador de la ley de 2022 que actualizó las leyes del aborto de España exigía que la atención sanitaria regional hiciera que el aborto estuviera disponible en los hospitales públicos de la región, y se les prohibía no ofrecerlo por tener solo objetores en su personal; la ley exigía que contrataran médicos que no se opusieran a realizar procedimientos de IVE. Esto habría tenido un gran impacto en Ceuta porque el único hospital público de la ciudad contaba únicamente con objetores.
El secretario general de la Federación Sanitaria de CCOO afirmó en el momento en que se redactaba la ley que “no tiene previsto el INGESA el aumento de recursos humanos respecto al servicio de Ginecología y Obstetricia, ni a nivel de facultativos, ni a nivel de enfermería o matronas, así que....esta es la voluntad política del mismo gobierno que saca la ley a bombo y platillo como un logro nuevo para las mujeres, pero no pone medios para llevarlo a cabo. Lo que vulgarmente se llama, papel mojado...... o propaganda para un electorado que no conozca la verdadera situación." 
En 2022, INGESA era responsable de gestionar la lista de objetores de conciencia al aborto en la ciudad, porque algunos aspectos de la atención sanitaria en la ciudad todavía estaban a cargo del gobierno nacional. Estas listas se crearon en respuesta a los cambios en las leyes nacionales del aborto en 2022.
En abril de 2022, INGESA convocó un concurso público, buscando un proveedor médico privado dispuesto a realizar servicios para abortar para las mujeres residentes en Ceuta, ya fuera en Ceuta o fuera de la ciudad. El presupuesto para la prestación de estos servicios fue de 217.000 €, 130.200 € después de impuestos, por un período de tres años. Se licitaba una plaza para mujeres derivadas por la Gerencia Sanitaria de Ceuta para realizarse un procedimiento IVE de hasta 14 semanas de libre elección y de 14 a 22 semanas para mujeres que tuvieran riesgos graves para ellas o para el feto. Sólo exigía que la orden de traslado viniera de un especialista del Hospital Universitario de Ceuta, y decía que INGESA sería la encargada de hacerse cargo de los gastos del transporte sanitario hasta el centro.
En 2022, algunas adolescentes de Ceuta creían que nunca abortarían debido a sus creencias religiosas. Otras creían que intentarían abortar si quedaban embarazadas en la adolescencia porque podría destruir sus vidas y sus ambiciones al tener un embarazo no planificado a una edad tan temprana.
El programa electoral del PSOE durante las elecciones generales de 2023 hablaba de la necesidad de proteger constitucionalmente el derecho a la interrupción voluntaria del embarazo. Fue uno de varios temas en los que se pidió que pensaran los votantes de la ciudad al decidir por quién votar.
La CGT Andalucía, que incluía a Ceuta y Melilla como parte de su territorio, publicó un pliego de demandas en el marco de sus asambleas feministas del Día Internacional de la Mujer del 8 de marzo de 2023. Una de estas demandas decía: "La exigencia de cumplir con las normas reguladas en la Ley Orgánica 2/2010, de 3 de marzo, de salud sexual y reproductiva e interrupción voluntaria del embarazo. Por la vulneración del derecho a la Interrupción Voluntaria del Embarazo". que sufren las mujeres residentes en la provincia de Jaén, al no tener garantizado el derecho gratuito al aborto, dentro de los límites establecidos por la ley."

### Centros
En 2003 no había ningún centro de salud público o privado acreditado que realizara abortos en Ceuta. En 2005 no se realizó ningún aborto en centros de salud públicos.
Desde 2010 hasta 2018 no hubo ningún centro sanitario público o privado que realizara procedimientos de IVE en Ceuta. Ceuta no contaba con ningún centro que realizara abortos durante el primer trimestre de 2010. Las mujeres de Ceuta estaban obligadas en aquel entonces por la sanidad pública a viajar a otra región para realizarse un procedimiento de IVE.
Desde 2018 no se había practicado un aborto en la sanidad pública en Ceuta porque no había voluntad política por parte del Ayuntamiento para ofrecer ese servicio en la sanidad pública a las mujeres de Ceuta. Tampoco hubo voluntad política por parte del gobierno nacional liderado por el PSOE que gestionaba la salud de Ceuta a través de INGESA.
Entre 2014 y 2021, el Hospital Universitario de Ceuta no disponía de medios para realizar abortos. En 2022, todos los miembros del servicio de Ginecología y Obstetricia del Hospital Universitario de Ceuta afirmaron ser objetores de conciencia. En 2021, no hubo hospitales públicos o centros de salud que realizaran abortos en la ciudad, ni tampoco había opciones en la salud privada. En 2022, Ceuta no registró ni un solo aborto realizado en un centro de salud u hospital público de la región.

### Viajes
Las mujeres en Ceuta que se sometieron a trámites de IVE han tenido históricamente que salir de la ciudad autónoma para hacerse uno.
En 2007, la mayoría de las mujeres de Ceuta que necesitaron un aborto fueron a Cádiz o Sevilla. Para los abortos que tuvieron lugar antes de la semana 12, estas mujeres fueron derivadas con mayor frecuencia a una clínica de Cádiz. Para los abortos después de las 12 semanas, comúnmente eran derivadas a una clínica de Sevilla. A principios de la década de 2010, las mujeres de Ceuta que necesitaban un aborto todavía se veían obligadas a viajar a otras partes de España. A principios de la década de 2020, las mujeres en Ceuta debían viajar en barco a Cádiz y luego a una clínica privada en Algeciras para abortar.

## Estadísticas

### Década de 1980
El Ministerio de Sanidad informó que se produjo al menos un aborto cada año entre 1988 y 2018.
| Provincia | Comunidad          | 1988 | 1989 | 1990 | 1991 | 1992 | 1993 | 1994 | 1995 | 1996 | 1997 | 1998 | 1999 | 2000 | 2001 | 2002 | 2003 | 2004 | 2005 | 2006 | 2007 | 2008 | 2009 | 2010 | 2011 | 2012 | 2013 | 2014 | 2015 | 2016 | 2017 | 2018 | Ref    |
| --------- | ------------------ | ---- | ---- | ---- | ---- | ---- | ---- | ---- | ---- | ---- | ---- | ---- | ---- | ---- | ---- | ---- | ---- | ---- | ---- | ---- | ---- | ---- | ---- | ---- | ---- | ---- | ---- | ---- | ---- | ---- | ---- | ---- | ------ |
| Ávila     | Castilla y León    | 81   | 111  | 123  | 106  | 77   | 85   | 106  | 103  | 98   | 86   | 108  | 145  | 107  | 110  | 121  | 113  | 128  | 111  | 119  | 153  | 174  | 179  | 164  | 178  | 183  | 179  | 133  | 145  | 137  | 126  | 146  | [ 76 ] |
| Palencia  | Castilla y León    | 176  | 228  | 228  | 202  | 225  | 196  | 234  | 205  | 209  | 185  | 210  | 182  | 206  | 183  | 186  | 172  | 191  | 186  | 243  | 203  | 204  | 181  | 224  | 219  | 222  | 217  | 176  | 189  | 199  | 163  | 183  | [ 76 ] |
| Segovia   | Castilla y León    | 97   | 113  | 113  | 127  | 127  | 118  | 120  | 118  | 135  | 122  | 133  | 124  | 118  | 149  | 159  | 158  | 152  | 193  | 198  | 214  | 263  | 186  | 201  | 285  | 243  | 247  | 180  | 196  | 145  | 174  | 163  |        |
| Zamora    | Castilla y León    | 152  | 187  | 170  | 169  | 178  | 178  | 162  | 168  | 177  | 178  | 151  | 183  | 162  | 173  | 151  | 174  | 134  | 113  | 138  | 168  | 167  | 126  | 153  | 169  | 167  | 129  | 156  | 144  | 121  | 136  | 139  | [ 76 ] |
| Cáceres   | Extremadura        | 225  | 300  | 222  | 296  | 289  | 346  | 318  | 322  | 306  | 314  | 306  | 358  | 345  | 318  | 357  | 330  | 382  | 402  | 330  | 377  | 403  | 411  | 403  | 510  | 475  | 430  | 383  | 334  | 342  | 388  | 369  | [ 76 ] |
| Cuenca    | Castilla-La Mancha | 75   | 98   | 104  | 93   | 101  | 102  | 107  | 105  | 92   | 112  | 115  | 122  | 145  | 134  | 159  | 202  | 201  | 242  | 211  | 302  | 282  | 326  | 364  | 366  | 370  | 310  | 296  | 276  | 258  | 265  | 240  | [ 76 ] |
| Toledo    | Castilla-La Mancha | 258  | 284  | 323  | 349  | 337  | 311  | 315  | 297  | 339  | 363  | 424  | 488  | 456  | 492  | 597  | 666  | 663  | 810  | 808  | 1102 | 1184 | 1147 | 1221 | 1382 | 1364 | 1280 | 1105 | 1008 | 979  | 1051 | 946  | [ 76 ] |
| Teruel    | Aragón             | 42   | 56   | 68   | 71   | 81   | 79   | 67   | 98   | 107  | 115  | 118  | 115  | 104  | 129  | 142  | 148  | 155  | 165  | 182  | 169  | 185  | 174  | 175  | 186  | 179  | 140  | 159  | 136  | 116  | 142  | 141  | [ 76 ] |
| Ceuta     | Ceuta              | 12   | 7    | 8    | 14   | 15   | 18   | 26   | 20   | 30   | 46   | 33   | 42   | 23   | 27   | 27   | 34   | 32   | 19   | 22   | 34   | 15   | 27   | 32   | 24   | 38   | 16   | 13   | 9    | 15   | 11   | 12   | [ 76 ] |
| Melilla   | Melilla            | 28   | 26   | 13   | 31   | 43   | 35   | 51   | 41   | 38   | 48   | 71   | 67   | 71   | 73   | 52   | 69   | 68   | 84   | 61   | 83   | 87   | 77   | 107  | 125  | 109  | 116  | 111  | 84   | 108  | 104  | 109  | [ 76 ] |

### Década de 1990
De 1990 a 1995, Ceuta tuvo una de las tasas más bajas de aborto por cada 1.000 mujeres de entre quince y cuarenta y cuatro años en España, junto con Navarra y Melilla. Hubo una disparidad en la evolución de las tasas de aborto en la ciudad entre 1990 y 1995 respecto al resto de España. Si bien no se dispone de datos de ciudades individuales porque el Ministerio de Sanidad combinó las cifras de Ceuta y Melilla, para el período comprendido entre 1992 y 2001, las ciudades tuvieron una tasa de 3,21 abortos por año por cada 1.000 mujeres.
La tasa de IVE por 1.000 mujeres en 1991 en Ceuta y Melilla era del 1,55%. Esto se produjo en un contexto en el que las ciudades presentaban la tasa de natalidad más alta de España, con 16,3 nacimientos por cada 1.000 habitantes. El 41,52% de las mujeres casadas en Ceuta y Melilla eran económicamente activas en 1991. Esta cifra era muy inferior a la de otras regiones como Asturias, donde el 55,22% de las mujeres casadas eran económicamente activas.
El Ministerio de Sanidad informó que la tasa de abortos en las ciudades fue de 2,62 por 1.000 mujeres en 1997 y de 2,86 en 1998. Al mismo tiempo que las ciudades tenían una de las tasas de aborto más bajas de España, la tasa de abuso infantil en 1997 y 1998 en España fue mayor en Melilla con una tasa de 15,1 casos por 10.000 menores, Ceuta con 10,9, Asturias con 10,6. y Baleares con 10,5.
Los datos sobre el número de abortos por cada 1.000 mujeres de 15 a 44 años publicados por la Consejería de Sanidad y Consumo para Ceuta y Melilla se combinan para el periodo comprendido entre 1996 y 2005. En 1996, la tasa era de 1,92. En 1997, era 2,62. En 1998, 2,86. En 1999, 2,96. En 2000, 2,53. En 2001, 3,21. En 2002, 1,55. En 2003, 3,06. En 2004, 3,10. En 2005, 3,25.

### Década de 2000
En el 2000, la tasa de abortos en Ceuta y Melilla era de 2,53. Ese mismo año, el tamaño medio de la familia en las dos ciudades era de 3,49 personas. En 2001, Ceuta y Melilla tuvieron una tasa de abortos de 3,21. Ese año, Ceuta tenía una de las poblaciones más jóvenes de España, con alrededor del 25% de su población entre cero y diecisiete años.En 2002, 1,55 fue la tasa de aborto en Ceuta y Melilla. Entre 2002 y 2007, Ceuta tuvo la segunda tasa más alta de violencia de género en España, con un 7,4% de mujeres que habían presentado denuncias formales. La tasa de abortos en Ceuta y Melilla fue del 3,06 en 2003. Ese mismo año, no hubo ningún centro sanitario público o privado acreditado que realizara abortos en Ceuta. En 2004, la tasa de aborto en Ceuta y Melilla era del 3,10. Ese año, Ceuta era una de las tres únicas regiones de España donde la edad media de una mujer que tenía su primer hijo era inferior a 30 años.
En 2005, la tasa de aborto en Ceuta y Melilla era del 3,25. Esta fue la frecuencia más baja de toda España, siendo la segunda más baja la de Cantabria y Galicia con una tasa de 4,4. Ningún aborto se realizó en centros de salud públicos. En las estadísticas nacionales figuran 19 mujeres residentes en Ceuta que abortaron en 2005. El 73,7% de las mujeres residentes en la ciudad autónoma que abortaron en 2005 no tuvieron hijos, mientras que el 21,1% tuvieron uno o dos hijos. El 36,8% de las mujeres que abortaron ese año habían acudido a un Centro de Planificación Familiar. En 2005, el motivo citado para más del 95% de los abortos realizados en Ceuta fue la salud materna. Las mujeres que podrían haber necesitado abortos enfrentaron un problema en este período. En 2005 había veintiún centros de cribado neonatal en España. Cuatro estaban ubicados en Andalucía y uno en Sevilla realizaba pruebas para Ceuta. La instalación de Sevilla que realizaba las pruebas estaba a unos 225 kilómetros.
En 2006, dos niñas menores de edad residentes en Ceuta abortaron. Esto representó el 9,09% de todos los abortos realizados por mujeres residentes en la ciudad ese año. Entre 2006 y 2007, las mujeres de Ceuta y Melilla sufrieron una de las mayores tasas de violencia de pareja, con un 40,2%. En 2007, no existían centros públicos o privados acreditados en la ciudad autónoma donde las mujeres pudieran realizar procedimientos de IVE. La mayoría fueron a Cádiz o Sevilla.
En 2008, Ceuta y Melilla juntas tuvieron el número más bajo de abortos por cada 1.000 mujeres, un 3,26%.Entre 2008 y 2009, la tasa de abortos en la ciudad por cada 1.000 mujeres de 15 a 44 años experimentó un ligero aumento de alrededor de menos de 0,09 abortos. A pesar de esto, Ceuta tuvo la menor cantidad de abortos totales entre todas las comunidades autónomas de España. En 2009, el 25% de las mujeres de la región conocieron sus opciones para abortar en un centro de salud pública. Esto en comparación con el promedio nacional del 43%. En 2009, la edad promedio de una mujer de Ceuta que se convertía en madre por primera vez era de 29.53 años.

### Década de 2010
En 2010 se realizaron en España 113.031 abortos. En 2014, a nivel nacional había caído un dieciséis por ciento hasta 94.706 abortos. En este periodo comprendido entre 2010 y 2014, las regiones con menor tasa de abortos por cada 1.000 mujeres residentes, menos de siete, fueron Ceuta y Melilla con cuatro cada una, mientras que Castilla y León, Extremadura, Galicia y La Rioja se situaron entre tres y siete. En 2010, la edad media de una mujer en Ceuta que se convertía en madre por primera vez fue de 29,76 años. En Ceuta había 3.995 inmigrantes en 2010, de los cuales el 48,79% eran mujeres. El número de mujeres madres e inmigrantes en Ceuta fue de 1.552 en 2010.
La tasa combinada de abortos en Ceuta y Melilla en 2011 por cada 1.000 mujeres fue de 4,59. No se informó que se produjeran abortos en la ciudad en 2011, a pesar de que se registró que los residentes de la ciudad habían tenido abortos. Ese año hubo dos chicas de diecisiete años que tuvieron una IVE, y una mujer de diecinueve años. La edad promedio de una mujer en Ceuta para dar a luz por primera vez fue de 29.83 años en 2011 y de 30.04 en 2012. El número de mujeres madres e inmigrantes en Ceuta fue de 1.674 en 2011.
En Ceuta solo se registraron treinta abortos entre las mujeres residentes en 2012, significativamente menos que Melilla, demográficamente similar, donde 109 mujeres abortaron ese año. 2012 fue otro año en el que el Ministerio de Sanidad registró que las residentes de la ciudad tenían abortos, pero ninguno de ellos se realizó en Ceuta. La edad promedio de una mujer en Ceuta para ser madre fue de 30,04 años en 2012. El número de mujeres madres e inmigrantes en Ceuta fue de 1.552 en 2012.
En 2013, Ceuta y Melilla tuvieron las tasas de aborto más bajas de España. Siguiendo una tendencia constante, ese año no se realizaron abortos en Ceuta.En 2013 Ceuta tuvo una de las tasas más altas de embarazo adolescente, es decir, de niñas de quince a diecinueve años, de España, con un 1,5%. Probablemente esto se debió al alto porcentaje de extranjeros que viven en Melilla en comparación con otras regiones. En Ceuta había en 2013 5.668 inmigrantes, de los cuales el 48,25% eran mujeres. 41 niñas de entre quince y diecinueve años dieron a luz en Ceuta en 2013.
En 2014 no había ningún centro de salud público autorizado para realizar abortos en la ciudad autónoma y ninguna clínica privada autorizada. El hospital de la ciudad no contaba con medios para realizar abortos en el período comprendido entre 2014 y 2021.
En 2015 Ceuta tuvo una de las tasas más bajas de abortos por cada 1.000 mujeres en España, por debajo del seis por ciento. Una de las explicaciones ofrecidas para la baja tasa de abortos entre las mujeres de la ciudad en comparación con la media nacional fue que era más multicultural que otras regiones de España con una población de mayoría musulmana; en Marruecos y otros países de mayoría musulmana el aborto es ilegal. Esto pudo haber creado una cultura local que disuadió a las mujeres locales de intentar abortar. Entre 2016 y 2020 no se realizó ninguna IVE en Ceuta.En 2019, Ceuta tuvo una de las tasas de gonorrea notificadas más bajas de España con un 2,37%.

### Década de 2020
En 2020 se realizaron 88.269 procedimientos de IVE en toda España. Ninguna se realizó en Ceuta. En 2021 no hubo hospitales públicos o centros de salud que realizaran abortos en la ciudad, ni tampoco había opciones en la salud privada. En 2022 se produjeron 3,82 interrupciones voluntarias del embarazo por cada 1.000 mujeres en Ceuta y Melilla. Esto se compara con un promedio nacional de 11,68 por cada 1.000 mujeres. En 2022 se produjeron en Ceuta dos interrupciones voluntarias del embarazo de mujeres menores de veinte años.
| Año                                 | 2022  | 2021  | 2020  | 2019  | 2018  | 2017  | 2016  | 2015  | 2014  | Ref             |
| ----------------------------------- | ----- | ----- | ----- | ----- | ----- | ----- | ----- | ----- | ----- | --------------- |
| Ceuta y Melilla, Ciudades Autónomas | 3,82  | 1,79  | 1,94  | 2,26  | 3,50  | 4,80  | 5,06  | 3,72  | 3,53  | [ 101 ] [ 102 ] |
| Total (España)                      | 11,68 | 10,70 | 10,33 | 11,53 | 11,12 | 10,51 | 10,36 | 10,40 | 10,46 | [ 101 ]         |

| año  | %   | Ref    |
| ---- | --- | ------ |
| 2010 | 100 | [ 72 ] |
| 2011 | 100 | [ 72 ] |
| 2012 | 100 | [ 72 ] |
| 2013 | 100 | [ 72 ] |
| 2014 | 100 | [ 72 ] |
| 2015 | 100 | [ 72 ] |
| 2016 | 100 | [ 72 ] |
| 2017 | 100 | [ 72 ] |
| 2018 | 100 | [ 72 ] |